# Les Maîtres inquisiteurs
Les Maîtres inquisiteurs est une série de bande dessinée initiée par Jean-Luc Istin, et retraçant l’histoire des Maîtres inquisiteurs, un ordre de mages guerriers chargés d’éradiquer le crime dans les terres d'Oscitan.
Il s’agit d’une série-concept : chaque tome narre les aventures d’un Maître inquisiteur différent et un tome clos le cycle en réunissant les protagonistes.
La série est composée de trois cycles de six albums, et se termine au tome 18. Ensuite, une nouvelle série intitulée Les Maîtres assassins prend le relais en continuant à développer le même univers.

## Synopsis
En 1150, le Chaos, qui embrasa les terres d'Oscitan pendant mille ans, prend fin. Pour faire régner la loi et lutter contre les crimes, les mages, artisans de la paix, ont créé un ordre : les Maîtres inquisiteurs.

## Les terres d’Oscitan

### Le Chaos
Un embargo sur des épices décrété par les Ashinns, les Nains du Sud, contre les Tyrs, les hommes du Nord a provoqué la discorde entre les deux peuples. Leur conflit embrasa toutes les provinces d'oscitan à travers un jeu d’alliances. Les coalitions changèrent au gré des trahisons et des affronts, et la guerre dura mille ans. Cette période belliqueuse marqua l'histoire sous le nom du « Chaos ».
Durant cette guerre, cinq grandes maisons se constituèrent : la maison des Tyr, des Ashinn, des Mannlander, des Mokhans et la puissante Confrérie Royale des Chênes.
Pour mettre fin à cette guerre millénaire, les Mages mirent fin à leur ancestrale obligation de réserve. Pendant des siècles, ils mirent secrètement au point un plan dont le but était de trouver former un individu pour régner sur tout l'Oscitan et unifier tous les peuples sous sa coupe. Ainsi, ils fondèrent une école dans laquelle ils initièrent les enfants des plus grandes familles à leur art et leur sagesse. C’est de l’élite de leur école que proviennent les deux Mages Empereurs, Aquilon et Assinya.
Les deux Mages Empereurs tissèrent des liens avec les grandes maisons afin de les rallier à leurs vues. En les combattant autant qu’en faisant des traités de paix, Aquilon et Assinya parvinrent à fonder les deux Empires et mettre fin au Chaos.

### L’inquisition
Au lendemain de la guerre, pour faire régner la loi et lutter contre les crimes, les mages créèrent l’ordre des Maîtres Inquisiteurs. Le siège de l’Ordre fut établi à Ares, la cité-État indépendante des Empires. Trois juges, parmi les plus anciens mages, en prirent la direction en se répartissant les tâches : le juge Adrael d'Oscentis fut chargé des crimes, le juge Elias d'Orhn chargé des délits et le juge Ekiel d’Ambre chargé des litiges commerciaux.
Les Maîtres inquisiteurs, au nombre d’une cinquantaine, possèdent chacun une Épée des Justes, dont les runes empêchent de blesser les innocents. Chaque Maître possède également un pouvoir en lien avec sa personnalité. Un Maître inquisiteur mène toujours ses enquêtes avec l’assistance d’un Elfe, race prédisposée au don de limier. Originaires d’une terre lointaine, l'Edelen, les Elfes sont immortels et ont épousé la cause des Maîtres inquisiteurs.

## Albums

### Maîtres Inquisiteurs
| Cycle | No. | Titre                    | Scénario                        | Dessins                     | Couleurs                            | Date     | Éditeur | ISBN           |
| ----- | --- | ------------------------ | ------------------------------- | --------------------------- | ----------------------------------- | -------- | ------- | -------------- |
| 1     | 1   | Obeyron                  | Olivier Peru                    | Pierre-Denis Goux           | Digikore Studios                    | 25/03/15 | Soleil  | 978-2302045194 |
| 1     | 2   | Sasmaël                  | Nicolas Jarry                   | Paolo Deplano               | Digikore Studios                    | 03/06/15 | Soleil  | 978-2302046436 |
| 1     | 3   | Nikolaï                  | Jean-Luc Istin                  | Augustin Popescu            | Élodie Jacquemoire Digikore Studios | 21/10/15 | Soleil  | 978-2302047778 |
| 1     | 4   | Mihaël                   | Nicolas Jarry                   | Jean-Paul Bordier           | Digikore Studios                    | 20/01/16 | Soleil  | 978-2302048843 |
| 1     | 5   | Aronn                    | Sylvain Cordurié                | Jean-Charles Poupard        | Digikore Studios                    | 20/04/16 | Soleil  | 978-2302050556 |
| 1     | 6   | À la Lumière du Chaos    | Jean-Luc Istin                  | Stefano Martino             | Digikore Studios                    | 25/01/17 | Soleil  | 978-2302053670 |
| 2     | 7   | Orlias                   | Sylvain Cordurié                | Andrea Cuneo                | Digikore Studios                    | 27/09/17 | Soleil  | 978-2302063792 |
| 2     | 8   | Synillia                 | Sylvain Cordurié                | Elia Bonetti                | Digikore Studios                    | 24/01/18 | Soleil  | 978-2302066359 |
| 2     | 9   | Bakael                   | Jean-Luc Istin                  | Laci                        | Digikore Studios                    | 23/05/18 | Soleil  | 978-2302069725 |
| 2     | 10  | Habner                   | Jean-Charles Gaudin             | Emanuela Negrin Lucio Leoni | Digikore Studios                    | 12/09/18 | Soleil  | 978-2302073616 |
| 2     | 11  | Zakariel                 | Nicolas Jarry                   | Augustin Popescu            | Digikore Studios                    | 07/11/18 | Soleil  | 978-2302072756 |
| 2     | 12  | De l'Obscurantisme       | Sylvain Cordurié                | Andrea Cuneo                | Digikore Studios                    | 17/04/19 | Soleil  | 978-2302075436 |
| 3     | 13  | Iliann                   | Sylvain Cordurié                | Lucio Leoni                 | Digikore Studios                    | 16/10/19 | Soleil  | 978-2302077669 |
| 3     | 14  | Shenkaèl                 | Sylvain Cordurié                | Bojan Vukić                 | Digikore Studios                    | 03/06/20 | Soleil  | 978-2302080584 |
| 3     | 15  | Lilo                     | Sylvain Cordurié                | Andrea Cuneo                | Julia Leonidovna Pinchuk            | 20/01/21 | Soleil  | 978-2302089334 |
| 3     | 16  | Talh                     | Sylvain Cordurié                | Augustin Popescu            | Studio Watermark                    | 21/04/21 | Soleil  | 978-2302093140 |
| 3     | 17  | Elekhiad                 | Sylvain Cordurié Stéphane Louis | Andrea Fattori              | Sandrine Cordurié                   | 15/09/21 | Soleil  | 978-2302094093 |
| 3     | 18  | L'Île de la Fin du Monde | Sylvain Cordurié                | Andrea Cuneo                | Sandrine Cordurié                   | 24/08/22 | Soleil  | 978-2302091160 |

### Maîtres Assassins
| Cycle | No. | Titre     | Scénario         | Dessins            | Couleurs             | Date     | Éditeur | ISBN           |
| ----- | --- | --------- | ---------------- | ------------------ | -------------------- | -------- | ------- | -------------- |
| 1     | 1   | Osahar    | Sylvain Cordurié | Gianluca Gugliotta | Arif Prianto         | 24/08/22 | Soleil  | 978-2302093737 |
| 1     | 2   | Saheek    | Sylvain Cordurié | Salvatore Porcaro  | Digikore Studios     | 21/06/23 | Soleil  | 978-2302094321 |
| 1     | 3   | Neida     | Sylvain Cordurié | Lucio Leoni        | Alessia Nocera       | 25/10/23 | Soleil  | 978-2302094314 |
| 1     | 4   | Malgerian | Sylvain Cordurié | Victor Drujiniu    | Erwan Seure-Le-Bihan | 17/01/24 | Soleil  | 978-2302094345 |